# Фомичі (Котельницький район)
Фомичі́ (рос. Фомичи) — присілок у складі Котельницького району Кіровської області, Росія. Входить до складу Біртяєвського сільського поселення.
Населення становить 22 особи (2010, 22 у 2002).
Національний склад станом на 2002 рік — росіяни 100 %.